# 辻村公一
辻村 公一（つじむら こういち、1922年〈大正11年〉2月18日 - 2010年〈平成22年〉5月28日）は、日本の哲学者。京都大学名誉教授。

## 経歴
1922年、静岡県浜松市で生まれた。京都帝国大学文学部に入学して田辺元の下で学び、1946年に卒業。
卒業後は、1948年に京都大学教養部助教授となった。1967年、同大学文学部哲学科助教授に配置換え。1974年、学位論文『ハイデッガー論攷』を京都大学に提出して文学博士号を取得。1974年に教授昇格。1982年に京都大学を定年退官し、名誉教授となった。1993年、日本学士院会員に選出された。2010年に死去。

## 研究内容・業績
専門は西洋哲学で、ハイデッガーを翻訳・研究した。なおその特徴として、それまで「存在と時間」として訳されていた「Sein und Zeit」に対し、「有と時」としたことが挙げられる。日本で数種類翻訳刊行されてきた同書において、この表題を使用しているのは辻村公一訳のみである。（「有」の使用については、翻訳書ではないが、辻村よりも以前に和辻哲郎が著書『倫理学』において、ハイデッガーを引用する際に「有」「現有」「世界内有」と訳している。）

## 受賞・栄典
- 1993年：日本学士院会員となる。
- 1994年：勲二等瑞宝章受章。

## 著作
著書
- 『ハイデッガー論攷』創文社 1971[4]
- 『ハイデッガーの思索』創文社 1991[5]
- 『ドイツ観念論断想 1』創文社 1993[6]

編纂
- 『一即一切 日独哲学コロクィウム論文集』創文社 1986[7]
- 『ハイデッガーと現代：ハイデッガー生誕100周年記念論文集』創文社 1990[8]

訳書
- 『野の道・ヘーベル一家の友』(ハイデッガー選集 8) 高坂正顕共訳 理想社 1960[9]
- 『根拠律 ハイデッガー』ハルトムート・ブフナー共訳、創文社 1962[10]
- 『ハイデッガー：有と時』(世界の大思想 28) 訳、解題、河出書房新社 1967[11]
- 小型版 1974年
- 『思索の事柄へ ハイデッガー』ハルトムート・ブフナー共訳、筑摩書房 1973[12]
- 『ハイデッガー全集 第9巻 道標』ハルトムート・ブフナー共訳、創文社 1985
- 『ハイデッガー全集 第2巻 有と時』ハルトムート・ブフナー共訳、創文社 1997[13]

論文
- 辻村公一「ハイデッガーと歴史の問題」『哲学研究』第37巻第12号、京都哲学会、1955年7月、ISSN 03869563、NAID 40002494315。
- 辻村公一「ハイデッガーと歴史の問題-承前-」『哲学研究』第38巻第3号、京都哲学会、1955年10月、ISSN 03869563、NAID 40002494324。
- 辻村公一「ドイツ思想と禅」『理想』第311号、理想社、1959年4月、ISSN 03873250、NAID 40003722219。
- 辻村公一「ハイデッガ-の「思ひ」について--旧友 ハルトム-ト・ブフナ-君に贈る」『京都大學文學部研究紀要』第20号、京都大學文學部、1981年3月、1-90頁、ISSN 04529774、NAID 110000056905。
- 辻村公一「静けさの響--ハイデッガ-と言葉の問題」『龍谷大学論集』434, 435、龍谷大学、1989年11月、359-416頁、ISSN 02876000、NAID 110009491328。
- 辻村公一「禅に於ける「魔境」 : 先師抱石菴久松眞一博士を回想して」『日本學士院紀要』第62巻第2号、日本学士院、2007年、141-171頁、doi:10.2183/tja.62.2_141、ISSN 0388-0036、NAID 110006551911。